# پلاسمودیوم (چرخه زندگی)

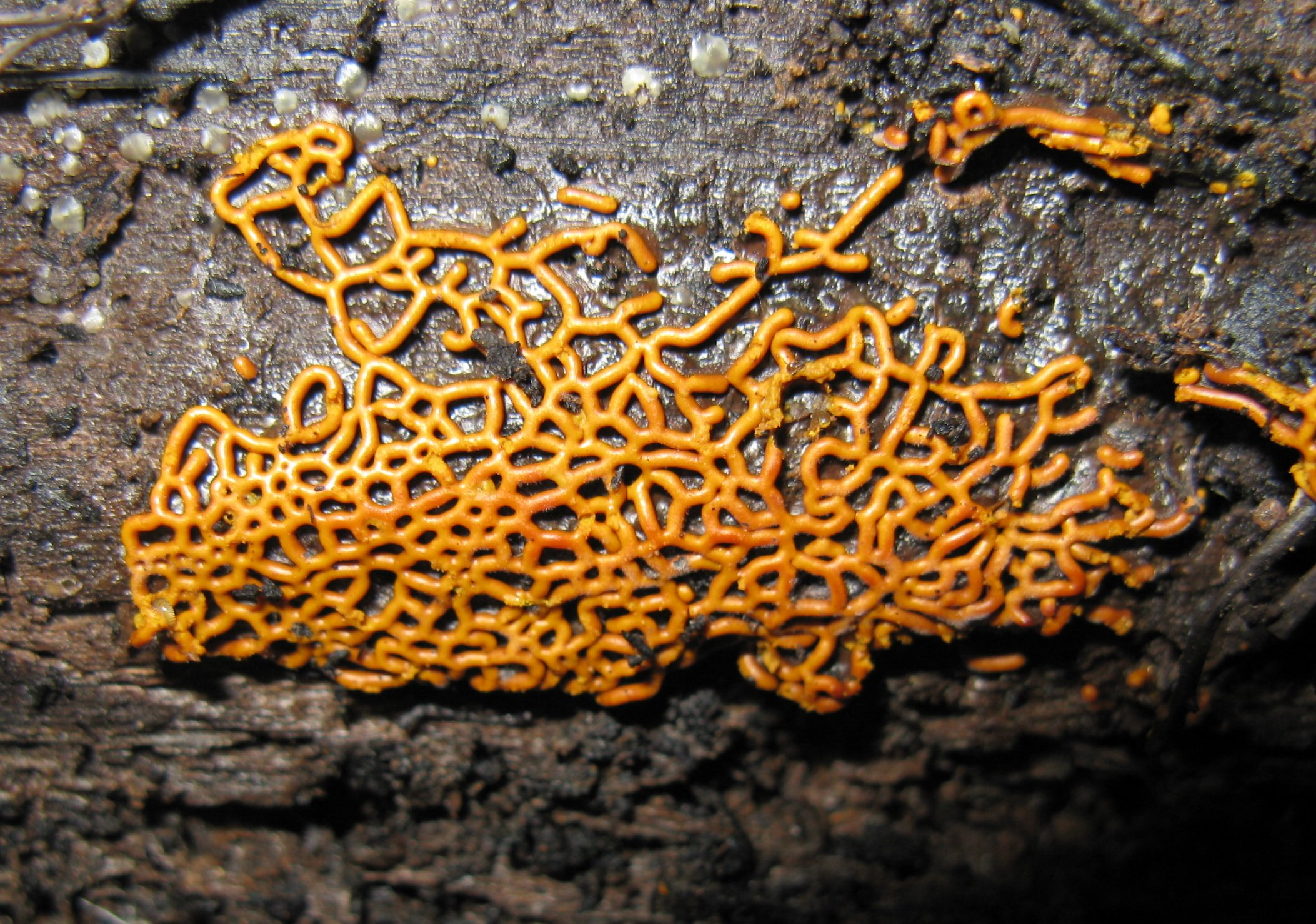
پلاسمودیوکارپ کپک مخاطی Hemitrichia serpula: ساختار زنده دارای هسته‌های زیادی است که توسط غشای سلولی یا دیوارهٔ سلولی از یکدیگر جدا نشده‌اند.

پلاسمودیوم یک ساختار زنده از سیتوپلاسم است که به‌جای تقسیم به سلول‌های جداگانه که هر کدام یک هسته دارند، حاوی هسته‌های زیادی است. پلاسمودیوم‌ها علاوه بر کپک‌های مخاطی در انگل‌های میکسوسپورا و برخی جلبک‌ها مانند کلوراراکنیوفیتا نیز دیده می‌شوند.

## ساختار
پلاسمودیوم یک تودهٔ آمیبوئید، چندهسته‌ای و برهنه از سیتوپلاسم است که حاوی تعداد زیادی هستهٔ دیپلوئید است. ساختار حاصل، یک سنوسیت است که توسط تقسیمات متعدد هسته‌ای بدون فرایند سیتوکینز ایجاد می‌شود. سیتوکینز در سایر جانداران، سلول‌های تقسیم‌شده را از هم جدا می‌کند. در برخی موارد، ساختار حاصل یک سین‌سیتیوم است که از ادغام سلول‌ها پس از تقسیم ایجاد می‌شود. در شرایط مناسب، پلاسمودیوم تمایز پیدا می‌کند و اجسام باردهی را تشکیل می‌دهد که در نوک آن‌ها هاگ وجود دارد.

## توزیع طبقه‌بندی
اصطلاح پلاسمودیوم که توسط لئون سینکوفسکی معرفی شد، معمولاً به مرحلهٔ تغذیهٔ کپک‌های مخاطی اشاره دارد که میستوزوئر ماکروسکوپیک هستند.
مراحل رشد چندهسته‌ای برخی از انگل‌های درون‌سلولی، مانند میکروسپوریدیا (اکنون در قارچ‌ها) و میکسوسپوریدیا (اکنون در گزنده‌تباران)، نیدوسپورا سابق نیز گاهی پلاسمودیا نامیده می‌شوند.
به‌طور مشابه، در ریزاریا، پروتوپلاست‌های آمیبوئید و چندهسته‌ای برخی از جلبک‌های دنبی‌زی، برای مثال کلراراکنیوفیتا، پلاسمودیا نامیده می‌شوند. این‌ها فاقد دیوارهٔ سلولی هستند. سین‌سیتیوم‌ها از همجوشی سلولی ایجاد می‌شوند. برخی از پلاسمودیوفوریدها و هاپلوسپوریدین‌ها دیگر ریزاریان‌های (Rhizarians) چندهسته‌ای هستند.